# Titularbistum Partenia
Das Bistum Partenia oder Parthenia (lateinisch Dioecesis Partheniensis) ist ein römisch-katholisches Titularbistum.

## Geschichte
Es geht zurück auf ein untergegangenes Bistum an einem gleichnamigen Ort in der römischen Provinz Mauretania Sitifensis, das bis zum Einfall der Vandalen im 5. Jahrhundert bestand. Der letzte dort amtierende Bischof, Rogatus, wurde 484 verbannt. Die Stadt wurde im frühen Mittelalter verlassen. Der Bischofssitz lag in der algerischen Hochebene in der heutigen algerischen Provinz Sétif südlich der Stadt Sétif.
Die Diözese wurde 1964 als Titularbistum in partibus infidelium (d. h. „im Land der Ungläubigen“) wiederhergestellt. 
Das Bistum gelangte zu unerwarteter Bekanntheit durch den französischen Bischof Jacques Gaillot, der am 13. Januar 1995, angeblich auf Druck der französischen Regierung, insbesondere des Innenministers Charles Pasqua,  von Papst Johannes Paul II. als Bischof von Évreux abgelöst und auf den Titularsitz von Partenia versetzt wurde. Bischof Gaillot ließ die untergegangene Diözese als „Diözese ohne Grenzen“ im Internet wiederaufleben. Mit Hilfe der modernen Kommunikationsmittel kommunizierte er bis zum Erreichen seines 75. Lebensjahrs 2010 von seiner Klosterzelle in Paris aus über das Internet mit Menschen in aller Welt. Die in mehreren Sprachen verfasste Website partenia.org, zentrale Anlaufstelle für das virtuelle Bistum, wurde monatlich von bis zu 65.000 Menschen besucht. Dort wurden auch regelmäßig die Briefe und Tagebuchnotizen des Bischofs zu sozialen Themen publiziert.

## Liste der Bischöfe
Die folgenden Personen waren Titularbischöfe von Partenia:
| Titularbischöfe von Partenia |                                   |                                 |                   |                  |
| Nr.                          | Name                              | Amt                             | von               | bis              |
| 1                            | Giovanni Fallani                  | Kurienbischof in Rom            | 4. Juni 1964      | 23. Juli 1985    |
| 2                            | José Luis Lacunza Maestrojuán OAR | Weihbischof in Panama           | 30. Dezember 1985 | 29. Oktober 1994 |
| 3                            | Jacques Gaillot                   | ehem. Bischof von Évreux        | 13. Januar 1995   | 12. April 2023   |
| 4                            | Joaquim Proença Dionísio          | Weihbischof in Porto (Portugal) | 26. Mai 2023      |                  |